# Rutebeuf
Rutebeuf (apodo derivado del antiguo francés Ruste beuf o Rude beuf, "buey vigoroso") (Champaña, Francia, antes de 1230 - París, Francia, circa 1285) era un trovero o juglar francés del siglo XIII, considerado como uno de los escritores más destacados de la Edad Media francesa. Su obra marca una transición literaria hacia la poesía de los siglos XIV y XV, en la que el autor se hace presente en su modo de reflejar la sociedad y los acontecimientos de su época.

## Biografía
Se desconoce su verdadero nombre, solo el apodo que él mismo usaba. Los pocos datos que se tiene de su vida, así como la evaluación de la fecha de su nacimiento y de su fallecimiento, son los que él mismo proporciona en sus obras. Se estima que su producción literaria se desarrolla entre 1250 y 1285, dado que su obra La vie du monde es posterior a esa fecha. Se considera muy posible que fuera originario del Condado de Champaña, según se desprende de unos versos suyos, que tenía una sólida formación de clérigo (conocía el latín), y algunos autores avanzan que habría estudiado en la universidad de París, ciudad en la que creció y se hizo adulto. Por su descripción de los conflictos en Troyes en 1249, se sabe que estuvo allí en esas fechas. En París, sirvió a Alfonso de Poitiers y a Carlos de Anjou, hermanos de Luis IX y protectores suyos, entre otros nobles.
En el Mariage de Rutebeuf, cuenta que se casó en segundas nupcias en 1261, con una mujer mayor (de 50 años) que era fea, flaca y pobre, pero que era honrada y trabajadora. La Complainte de Rutebeuf nos enseña que tuvo un hijo, al que dejó a cargo de una nodriza, pero esta se lo devolvió, ya que no se le pagaba. De él mismo Rutebeuf cuenta que tampoco era guapo, que había perdido el ojo derecho, que tenía pasión por el juego (al que dedicó dos poemas, La grièche d'hiver y La grièche d'été), que era de buen beber y buen comer cuando podía permitírselo y que era muy generoso cuando tenía dinero. Sus deudas eran de todos conocidas hasta tal punto que ya nadie le prestaba dinero y que tuvo algunas veces que recurrir a la ayuda de sus protectores —hasta el mismo Rey—, sin que estos se mostrarán muy generosos a excepción del conde de Poitiers. Refleja en numerosas ocasiones la precariedad a la que le abocaba su oficio de juglar, y cuenta cómo tuvo que vender todos sus muebles para pagar a sus acreedores. Su extrema pobreza recurrente y su dependencia, como todos los poetas de su época, de la generosidad de los poderosos no alteró su actitud política y no se le conoce ninguna palinodia. Insiste en la preponderancia de la amistad, y no dudó en oponerse al Rey y al Papa para defender a su amigo Guillaume de Saint-Amour, exiliado por sus escritos. Si bien varios poemas suyos relatan extensamente sus miserias, siempre demostró tener un agudo sentido del humor y un carácter despreocupado y alegre.

## Obra
Se conocen 56 poemas de Rutebeuf. Su obra, muy diversa y que rompe con la tradición cortesana y lírica de la poesía de los troveros, se inscribe mayoritariamente en la tradición de la sátira que permaneció muy viva a lo largo de la Edad Media, como los sirventés de los trovadores y los poemas de los goliardos. Alaba las cruzadas a la vez que critica a los caballeros, los sacerdotes y la nobleza. Defiende la universidad de París atacando a los sacerdotes que allí enseñan. Reclama más justicia denunciando los abusos cometidos en todos los estamentos de la sociedad, hasta los del rey Luis IX que aún no era considerado como un santo. Advierte en contra de las tabernas, el juego y las mujeres.
Si bien algunas de sus posturas responden a los requerimientos de su clientela, sus escritos no reflejan la defensa de una causa específica. Sin embargo, existen temas recurrentes en su obra que le confieren cierta unidad, como la denuncia de la codicia y de la hipocresía, para la que recurre a alegorías en las que se mezclan personajes reales y acontecimientos de su tiempo.
Su obra comprende algunas hagiografías (Vie de Sainte Helysabel), obras dramáticas (el Miracle de Théophile o milagro de Teófilo, traducido por Gonzalo de Berceo en parte de sus Milagros de Nuestra Señora, en que un fraile vende su alma al diablo y es salvado por la Virgen), algunos poemas satíricos contra los poderes de su tiempo (Renart le Bestourné, Le dit de sainte Église), unas elegías (La Complainte du comte de Nevers y La Complainte du comte de Poitiers), unos cantares sobre las cruzadas (La Chanson de Pouille, La Disputaison du Croisé et du Décroisé) y unos fabliaux (La Disputaison de Charlot et du barbier). 
Pero Rutebeuf es también un poeta «personal», en lo cual se adelanta a su tiempo, en composiciones como Le mariage Rutebeuf, (hacia 1262), en que se queja de su matrimonio, o La pauvreté Rutebeuf (hacia 1276), de tinte autobiográfico, en el que relata sus miserias, su pobreza, las dificultades de su vida. Se supone que no escribe ni para ser cantado con música, sino para ser recitado y escuchado. Entre sus versos más célebres sobre el infortunio se encuentra «Que sont mes amis devenus, que j’avais de si près tenus, et tant aimés...», unos versos que han inspirado a Léo Ferré su canción Pauvre Rutebeuf. También es famoso el que dice «la esperanza en el mañana es mi única alegría». Otro grupo de poemas se involucra en las cuestiones de su tiempo: un debate en que se proclama favorable a la cruzada del rey San Luis, una defensa de la universidad contra las órdenes mendicantes (dominicos y franciscanos, entre otras)… Su estilo es abundante en equívocos y juegos de palabras, pero su rasgo más característico es la paronomasia. Su fama no hizo sino acrecentarse a lo largo de la Edad Media. Es considerado como el precedente más importante de François Villon. Sus obras completas fueron editadas por primera vez por el medievalista Achille Jubinal en 1839 en París, y reeditadas en 1875.

## Obras principales de Rutebeuf

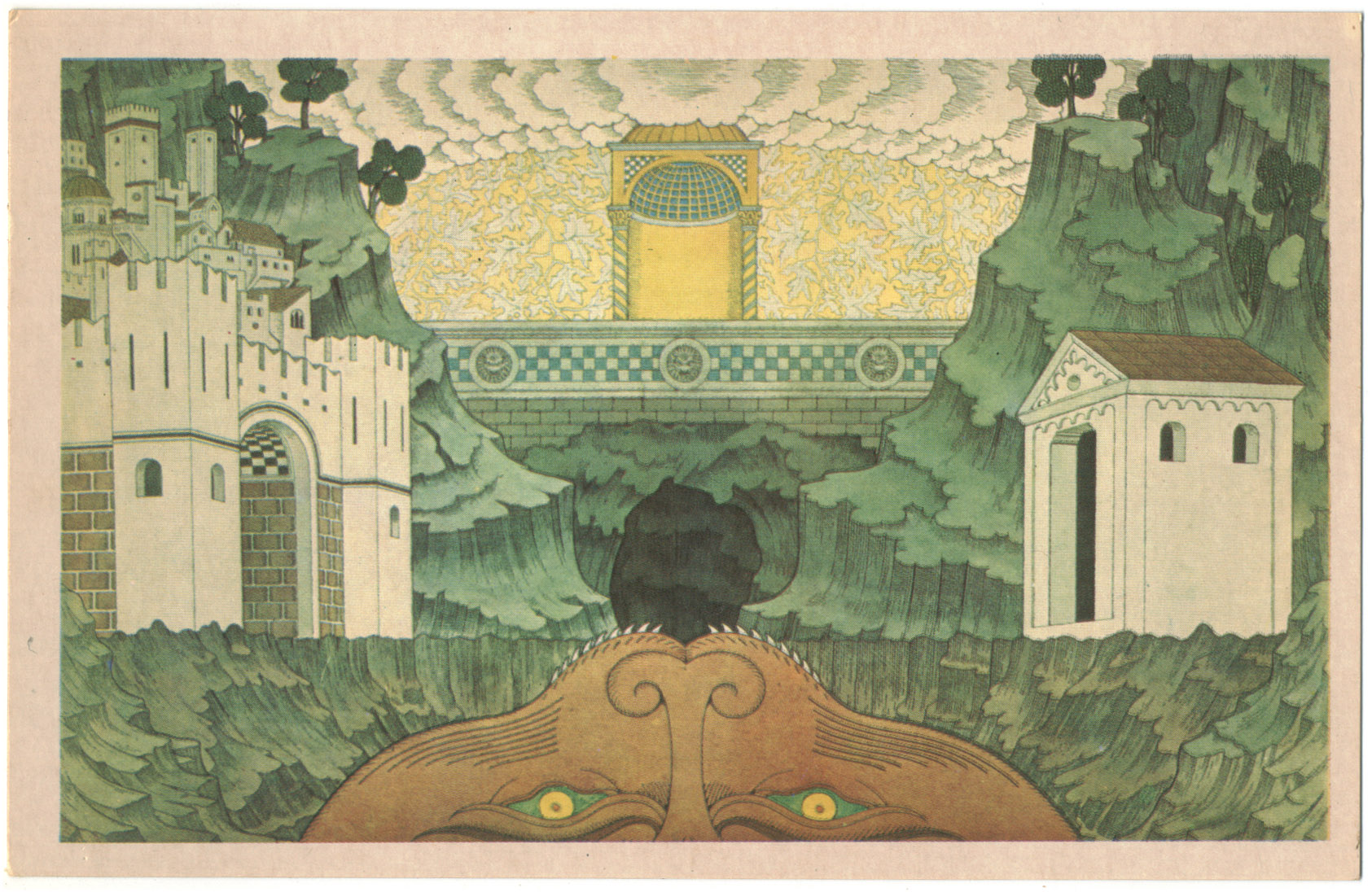
Iván Bilibin
Ilustración de "Le Miracle de Théophile"

- La Vie de sainte Marie l'Égyptienne
- La Vie de sainte Élysabel
- Le Dit de Nostre Dame Ave Maria
- Des règles (1259)
- Le Dit de sainte Église (1259)
- Des Jacobins (1263)
- La Chanson des ordres
- Des Béguines
- La Voie de Paradis (1265)
- Renart le Bestourné
- La Discorde de l'Université de Paris et des Jacobins (1254)
- Le Dit de Guillaume de Saint-Amour
- La Complainte Guillaume
- Le Dit de l'Université de Paris
- Du pharisien (1259)
- La Complainte d'outre-mer
- La Chanson de Pouille (1264)
- Le Dit de Pouille
- La Voie de Tunes (1267)
- La Disputaison du Croisé et du Décroisé (1268)
- La Complainte du comte de Nevers (1266)
- La Complainte du roi de Navarre (1271)
- La Complainte du comte de Poitiers (1271)
- La Griesche d'hiver
- La Griesche d'été
- Le Dit des ribauds de Grève
- Le Mariage Rutebeuf
- La Complainte Rutebeuf
- La Paix Rutebeuf
- La Povreté Rutebeuf
- La Mort Rutebeuf
- Le Miracle de Théophile
- Le Dit de l'Herberie
- La Disputaison de Charlot et du barbier
- La Dame qui fit trois tours autour du moutier[7]